# Josiah Sutherland

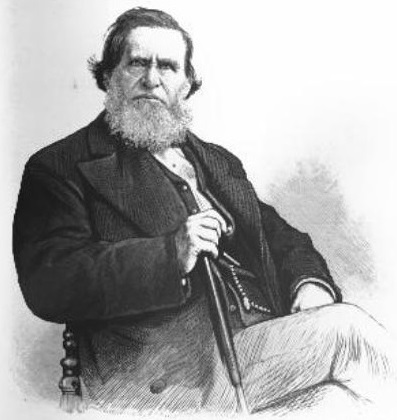
Josiah Sutherland

Josiah Sutherland (* 12. Juni 1804 in Stanford, New York; † 25. Mai 1887 in New York City) war ein US-amerikanischer Jurist und Politiker. Zwischen 1851 und 1853 vertrat er den Bundesstaat New York im US-Repräsentantenhaus.

## Werdegang
Josiah Sutherland wurde Anfang des 19. Jahrhunderts im Township von Stanford bei der Village von Stissing im Dutchess County geboren. Er besuchte die Bezirksschule und graduierte 1824 am Union College in Schenectady. Sutherland studierte Jura in Waterford und Hudson. Seine Zulassung als Anwalt erhielt er 1828 und begann dann in der Village von Johnstown (Livingston Township) zu praktizieren. Zwischen 1832 und 1843 war er Bezirksstaatsanwalt im Columbia County. Er zog 1838 nach Hudson. Politisch gehörte er der Demokratischen Partei an.
Bei den Kongresswahlen des Jahres 1850 für den 32. Kongress wurde er im elften Wahlbezirk von New York in das US-Repräsentantenhaus in Washington, D.C. gewählt, wo er am 4. März 1851 die Nachfolge von Peter H. Silvester antrat. Da er auf eine erneute Kandidatur im Jahr 1852 verzichtete, schied er nach dem 3. März 1853 aus dem Kongress aus.
Er zog 1857 nach New York City, wo er seine Tätigkeit als Anwalt fortsetzte. 1857 wurde er beisitzender Richter (associate justice) am New York Supreme Court – eine Stellung, die er bis 1871 innehatte. Während dieser Zeit war er zwischen 1862 und 1870 von Amts wegen (ex officio) Richter am New York Court of Appeals. Zwischen 1872 und 1878 war er Mitglied und vorsitzender Richter (presiding judge) am Court of General Sessions. Danach nahm er in New York City wieder seine Tätigkeit als Anwalt auf. Er verstarb dort am 25. Mai 1887. Sein Leichnam wurde auf dem Woodlawn Cemetery in der Bronx beigesetzt.